# Gérard Perrier
Gérard Maurice Perrier (ur. 5 stycznia 1928 w Les Molunes, zm. 11 października 2012 w Prénovel) – francuski biegacz narciarski.

## Życiorys
Wystąpił na zimowych igrzyskach olimpijskich w 1948 w St. Moritz, zajmując 7. miejsce w sztafecie 4 × 10 km.
Na kolejnych zimowych igrzyskach olimpijskich w 1952 w Oslo zajął 4. miejsce w sztafecie 4 × 10 km oraz 24.–25. miejsce w biegu na 18 km.
Jego młodszy brat Jacques Perrier (1929–1989) również był biegaczem narciarskim, olimpijczykiem z 1952.